# Hannes Hafstein

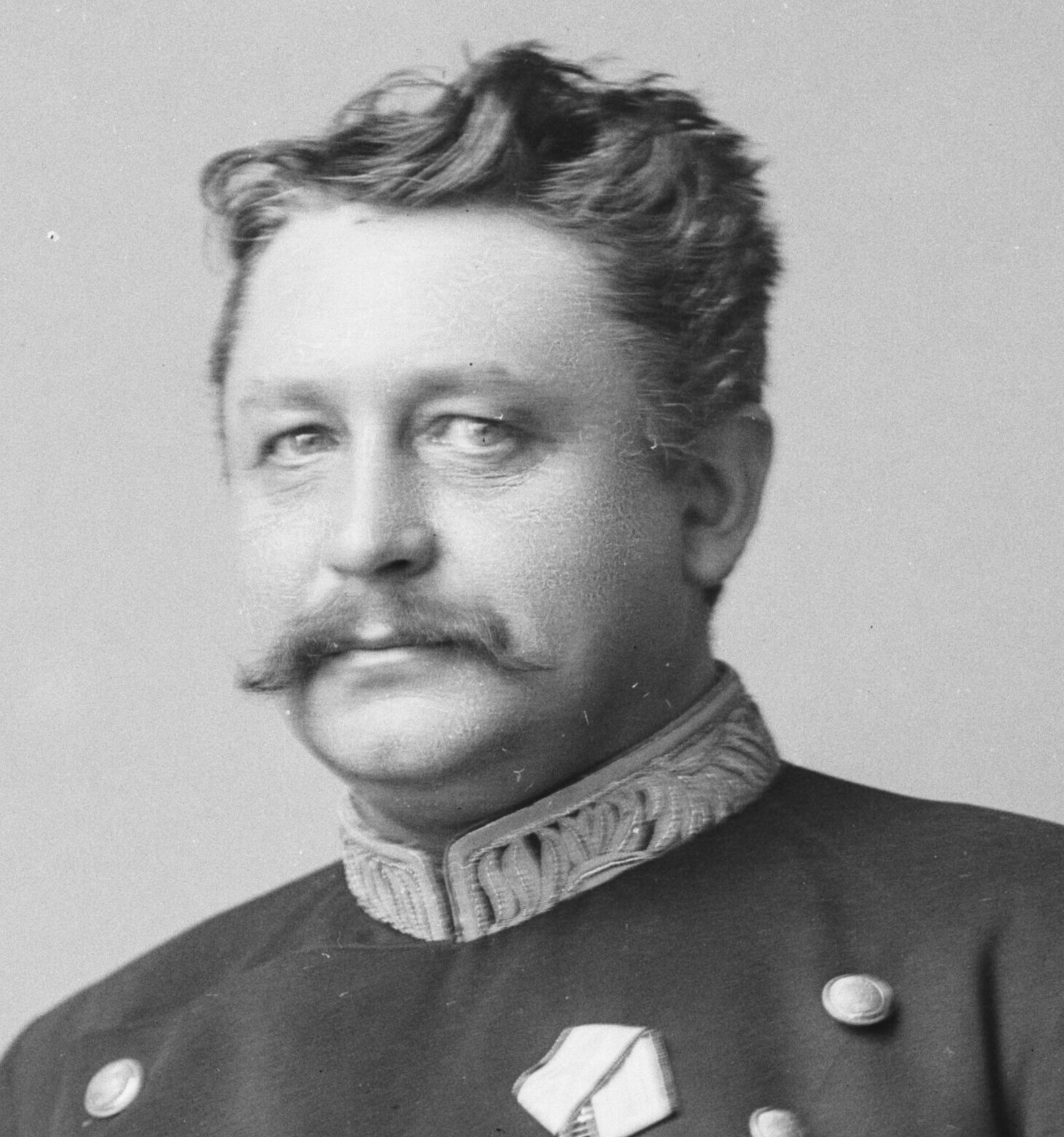
Hannes Hafstein

Hannes Hafstein, Skulptur des Bildhauers Einar Jónsson in Reykjavík

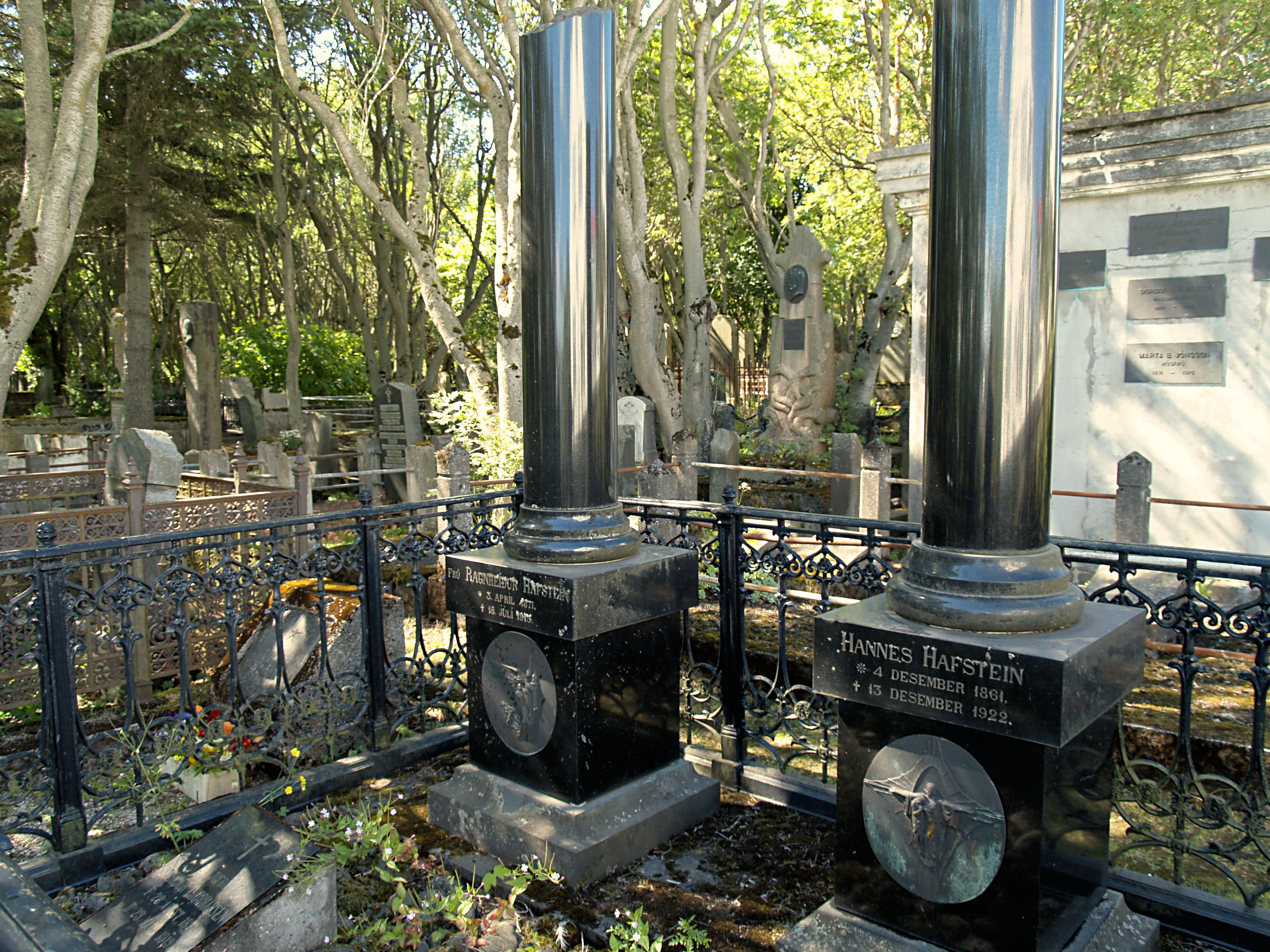
Grabstätte auf dem Friedhof Hólavallagarður in Reykjavík

Hannes Þórður Pétursson Hafstein (* 4. Dezember 1861 auf dem Hof Möðruvellir im Hörgárdalur; † 13. Dezember 1922 in Reykjavík) war ein isländischer Politiker und Poet. Er war der erste isländische Premierminister.

## Leben
Hannes Hafsteins Eltern waren Pétur Havstein (* 17. Februar 1812; † 24. Juni 1875) und Kristjana Gunnarsdóttir Havstein (* 20. September 1836; † 24. Februar 1927). Er schloss die höhere Schule (Lærði Skólinn, Vorläufer der Menntaskólinn í Reykjavík) im Jahre 1880 ab und absolvierte ein Studium der Rechtswissenschaft an der Universität Kopenhagen, welches er 1886 beendete.

## Beamtenlaufbahn
Nach seiner Ausbildung in Kopenhagen, die er 1886 im Alter von 25 Jahren abschloss, arbeitete Hannes Hafstein zunächst in verschiedenen staatlichen Ämtern, nicht zuletzt in den Westfjorden.
Als hochgestellter Beamter (Sýslumaður) in Ísafjörður geriet er im Jahre 1899 in einen Vorläufer des Kabeljaukriegs. Man hatte einen britischen Trawler im Dýrafjörður beim ungesetzlichen Fischen ertappt. Hannes Hafstein ließ sich im offenen Boot mit 6 Leuten hinausrudern, doch die Briten versenkten kurzerhand das Boot. Dabei kamen einige Leute um, nur er und zwei andere konnten sich retten.

## Politischer und beruflicher Werdegang
Hannes Hafstein war von 1900 bis 1901, 1903 und 1905 sowie noch einmal von 1916 bis 1922 Mitglied des isländischen Parlaments Althing.
Im Jahre 1904 wurde er der erste isländische Premierminister und der erste Isländer, der Island im Dänischen Kabinett als Island-Minister in der Regierung Deuntzer vertrat und dabei – im Gegensatz zu seinem Vorgänger in diesem Amt, Peter Adler Alberti, dem Althing gegenüber verantwortlich war.
Auch hatte er als erster Island-Minister seinen Amtssitz in Island selbst und nicht in Kopenhagen. Die Tatsache, dass er Reykjavík zu seinem Amtssitz wählte, trug viel zum Aufschwung der damals noch sehr kleinen Stadt (ca. 3.500 Einwohner) bei.
Sein Amt als Premier führte er vom 1. Februar 1904 bis zum 31. März 1909; ihm folgte Björn Jónsson. Nach dieser seiner ersten Amtszeit wurde er Vorstandsvorsitzender der Bank von Island.
1912 wurde er zum Präsidenten des Althing gewählt und wurde am 25. Juli 1912 zum zweiten Mal Premierminister, womit er die Nachfolge von Kristján Jónsson antrat. Am 21. Juli 1914 löste Sigurður Eggerz ihn in diesem Amt ab, und Hannes Hafstein wurde erneut Vorstandsvorsitzender der Bank von Island.
Er war Mitglied und Parteiführer der Heimastjórnarflokkurinn (Selbstverwaltungspartei) sowie Mitglied der Sambandsflokkurinn (etwa „Unionspartei“).

## Letzte Lebensjahre
1917 zwang sein gesundheitlicher Zustand ihn, sich von seinen öffentlichen Aufgaben zurückzuziehen. 1913 war seine Frau Ragnheiður Thordersen gestorben, er selbst starb 1922.

## Hannes Hafstein als Schriftsteller
Wie viele isländische Politiker seit Snorri Sturluson trat auch Hannes Hafstein als Schriftsteller hervor, in seinem Fall vor allem als Lyriker. Schon als Jugendlicher begann er Gedichte zu schreiben und veröffentlichte sie zum ersten Mal in der von ihm selbst herausgegebenen Zeitschrift Verðandi.
Einige seiner Gedichte sind noch heute sehr beliebt und finden sich in zahlreichen Schulbüchern. Er vertritt neben anderen in Island die Literaturströmung des Realismus, darin etwa Theodor Storm vergleichbar. Ins Deutsche übersetzt wurde z. B. sein Gedicht.
Sturm

Dich lieb' ich, o Sturm, der du brausest landein

Und fröhliches Sausen erweckst in dem Hain,

der morsches Gezweige du biegst oder knickst,

doch blühende Bäume nur stärkst und erquickst. (…)
Ein anderes seiner Gedichte über einen Ausritt ist zum bekannten Volkslied geworden: Ég berst á fáki fráum (eigentlicher Titel des Liedes ist Sprettur).
Auch als Herausgeber betätigte er sich noch neben der fordernden politischen Arbeit. Er gab etwa die Werke der isländischen Lyriker Jónas Hallgrímsson und Bólu-Hjálmar heraus und schrieb auch jeweils das Vorwort zu den Bänden.